# Aino Räsänen
Aino Räsänen, född Heikkinen 23 oktober 1910 i Nakkila i Finland, död 14 september 1995 i Siilinjärvi, var en finländsk författare.
Aino Räsänen skrev förutom böcker artiklar och kolumner i olika tidningar. Hon var även lärare och tog sin lärarexamen i Jyväskylä 1931 och arbetade som lärare till 1941. Hon var gift med bonden Hope Räsänen och levde större delen av sitt liv i Nakkila.